# Colin Wyatt
Pour les articles homonymes, voir Wyatt.
Colin Wyatt, né le 8 février 1909 et mort le 19 décembre 1975, est un sauteur à ski et entomologiste britannique.
Dans les années 1930, il est l'un des trois sauteurs à britanniques, avec Guy Nixon et Percy Legard à avoir dépassé les 50 mètres en saut à ski.

## Biographie

### Carrière sportive
Il a étudié à Cambridge. Il remporte plusieurs Varsity match (compétition entre les Universités d'Oxford et de Cambridge). En 1930, il chute et se blesse gravement sur l'Olympiaschanze.
En janvier 1931, il remporte le championnat de Grande-Bretagne disputé à Wengen sur le Jungfernschanze avec deux sauts de 46 mètres. Il devance Percy Legard qui a réalisé 45 et 43 mètres. Il remporte la descente de ski alpin aux courses Anglo-Swiss de 1931,. Quelques jours plus tard, il participe à la Coupe Morven à Saint Moritz et il réalise le record de Grande-Bretagne sur l'Olympiaschanze avec un saut à 57,5 mètres. Quelques jours plus tard, il termine 40e du concours de saut à ski des championnats du monde de ski nordique avec des sauts à 43 et 46 mètres. Enfin, il participe à un concours de saut sur le Bolgenschanze (en) à Davos. Lors de ce concours, Fritz Kaufmann l'emporte avec trois sauts à 60, 66 et 62 mètres. Hors concours, l'élan est augmenté et Sigmund Ruud bat le record du monde avec un saut à 81,5 mètres. Guy Nixon en profite également pour battre le record de Grande-Bretagne de Colin Wyatt avec un saut à 62 mètres.
En 1932, il n'y a pas de sauteur britannique aux Jeux olympiques d'hiver de 1932. En 1933, il participe à des courses de ski alpin en Norvège puis il est le premier britannique à participer au Festival de ski d'Holmenkollen.

### Carrière scientifique
Il vit en Australie pendant la Seconde Guerre mondiale. Il étudie les papillons et rassemble une collection importante. Avant de retourner en Angleterre, il décide de voler 1 600 spécimens à plusieurs musées australiens. Arrêté en Angleterre, il est condamné à une amende de 100 livres,.
En tant que membre du Club alpin suisse, il est à l'origine d'une expédition dans le massif de l'Atlas qui a eu lieu en 1949 et 1950. L'expédition est la première à réaliser l'ascension du Djebel Toubkal, montagne la plus haute de ce massif ainsi que celle du Ighil M'Goun. Il publie des photographies de cette expédition dans son livre The call of the mountains publié en 1952.

## Résultats

### Championnats du monde de ski nordique
| Épreuve / Édition | Épreuve / Édition | Zakopane 1929 | Oberhof 1931 | Solleftea 1934 |
| ----------------- | ----------------- | ------------- | ------------ | -------------- |
| Saut à ski        | Saut à ski        |               | 40e          | Non partant    |
| Ski alpin         | Ski alpin         | Abandon       |              |                |

### Autres compétitions
Il a remporté à trois reprises le championnat de Grande-Bretagne de saut à ski (1931, 1934 et 1936).

## Publications
- (en) Colin Wyatt, The call of the mountains : with 75 photogravure plates., Thames & Hudson, 1952
- (en) Colin Wyatt, Going wild : the autobiography of a bug-hunter., Hollis & Carter, 1955
- (en) Colin Wyatt, North of Sixty. : On northern Canada. With plates, including a portrait., London, Hodder & Stoughton, 1958